# فريدريك دينمان
فريدريك دينمان (بالإنجليزية: Frederick Denman)‏ هو رياضي خماسي أمريكي، ولد في 23 مارس 1929 في تاكوما في الولايات المتحدة.

## وصلات خارجية
- فريدريك دينمان على موقع أوليمبيديا (الإنجليزية)